# ديفيد وايت (سياسي بريطاني)
ديفيد وايت (بالإنجليزية: David White)‏ هو نَسَّاب وسياسي بريطاني، ولد في 27 أكتوبر 1961 في غلاسكو في المملكة المتحدة.